# Pantón
Pantón es un municipio español situado en el sur de la provincia de Lugo, en la comunidad autónoma de Galicia. Forma parte de la comarca de la Tierra de Lemos y pertenece al partido judicial de Monforte de Lemos. La capitalidad municipal se encuentra en la villa de Ferreira de Pantón.
El municipio, limitado por los cursos de los ríos Miño, Sil y Cabe, se encuentra en el entorno natural y turístico de la Ribeira Sacra lucense. Destacan los viñedos que forman parte de la Denominación de Origen Ribeira Sacra y también la arquitectura religiosa de época románica.

## Medio natural

### Geografía
Integrado en la comarca de Tierra de Lemos, su capital, Ferreira de Pantón, se sitúa a 75 kilómetros de la capital provincial. El término municipal está atravesado por la carretera N-120 en los pK 527 y 531-548, además de por la antigua carretera N-120a y varias carreteras locales que permiten la comunicación entre las parroquias con los municipios limítrofes.
El relieve del término municipal de Pantón está caracterizado por las depresiones de los ríos Cabe, Miño y Sil, entre las que se alzan los Montes de San Paio, que alcanzan los 686 metros de altitud. La mayor altura del territorio es el monte Pena Pombeira (703 metros), situado al sur, cerca del cañón del Sil, que hace de frontera natural con la provincia de Orense.
En lo que respecta a la hidrografía destacan los tres ríos antes mencionados. El río Cabe hace de límite con Sober hasta su desembocadura en el río Sil. El río Miño hace de límite con Chantada y Carballedo formando el embalse de Los Peares hasta que recibe las aguas del río Sil. Finalmente, el río Sil y su característico cañón, hace de límite con la provincia de Orense hasta su desembocadura en el río Miño.
La altitud del municipio oscila entre los 703 metros (Pena Pombeira) y los 120 metros en la desembocadura del Sil en el Miño. El pueblo se alza a 369 metros sobre el nivel del mar. 
| Noroeste: Chantada                                                     | Norte: Saviñao                   | Noreste: Monforte de Lemos      |
| Oeste: Carballedo                                                      |                                  | Este: Monforte de Lemos y Sober |
| Suroeste: Carballedo, La Peroja (Orense) y Nogueira de Ramuín (Orense) | Sur: Nogueira de Ramuín (Orense) | Sureste: Sober                  |

### Climatología
En la zona ribereña las nieblas son frecuentes. Las temperaturas son en invierno de 2 °C los días más fríos en verano de 42 °C los días más calurosos. 
Las precipitaciones son de 1055 mm./anuales.
- Precipitaciones: 1055 mm./ anuales
- Temperaturas: 12,6 °C

### Vegetación
La vegetación en las zonas cercanas a ríos es de ribera. En el resto abundan los castaños, robles, pinos y chopos entre otros. 

## Geografía humana

### Demografía
Cuenta con una población de 2340 habitantes (INE 2024).
| Gráfica de evolución demográfica de Pantón entre 1842 y 2021                                                          |
| |
| Población de derecho según los censos de población del INE. Población de hecho según los censos de población del INE. |

## Organización territorial
El municipio está formado por doscientas noventa y siete entidades de población distribuidas en veintiséis parroquias:
- Acedre (San Román)[6]
- Atán (San Estebo)[4]
- Cangas (Santiago)
- Castillón (Santiago)
- Deade (San Vicente)
- Eiré (San Xulián)
- Espasantes (San Estevo)[4][6]
- Ferreira[5] (Santa María)[4][6]
- Frontón (San Xoán)
- Mañente (San Mamede)
- Mato[5] (San Estebo)[4]
- Moreda (San Román)[6]
- Pantón (San Martiño)
- Pombeiro (San Vicente)
- Ribas de Miño[5] (San Andrés)[4][6]
- San Pedro Félix de Cangas[5]
- San Vicente de Castillón
- Santa Eulalia de Tuiriz[5][6]
- Seguín[5] (San Andrés)[4][6]
- Serode (San Xulián)
- Siós (San Martiño)
- Toldaos (San Xoán)
- Tribás (San Martiño)
- Tuiriz (Santa María)[4][5][6]
- Vilamelle ((San Ciprián)[4]
- Vilar de Ortelle (Santiago)

## Administración y política
| Elecciones municipales |      |      |      |      |      |      |      |
| Partido                | 1995 | 1999 | 2003 | 2007 | 2011 | 2015 | 2019 |
| PPdeG                  | 8    | 6    | 6    | 6    | 7    | 7    | 6    |
| BNG                    | 1    | 1    |      | 1    | 1    | 2    | 3    |
| PSdeG-PSOE             | 2    | 2    | 1    | 4    | 3    | 2    | 2    |
| IP                     |      | 2    | 4    |      |      |      |      |
| Total                  | 11   | 11   | 11   | 11   | 11   | 11   | 11   |

## Lugares de interés
- Iglesia de San Miguel de Eiré
- Monasterio de Santa María de Ferreira de Pantón
- Monasterio de Santo Estevo de Atán
- Monasterio de San Vicenzo de Pombeiro
- Iglesia de San Fiz de Cangas
- Torre de Marce

## Festividades
- Festival do Castro
- Fiestas del Santo Cristo, en San Fiz de Cangas, el primer domingo de julio.
- Fiestas de la Virgen de las Nieves, en O Regueiro, en Pombeiro, el 5 de agosto.
- Fiestas de la Virgen de los Ojos Grandes, en As Augas Santas, en San Martiño de Pantón, el segundo domingo de septiembre.
- Trece Roeis Fest

## Deportes
El municipio consta de equipo de fútbol, el Ferreira CF que juega sus partidos como local en el Estadio Municipal do Baliño.
Fue fundado en 1977 y actualmente milita en Segunda Galicia.

## Galería de imágenes

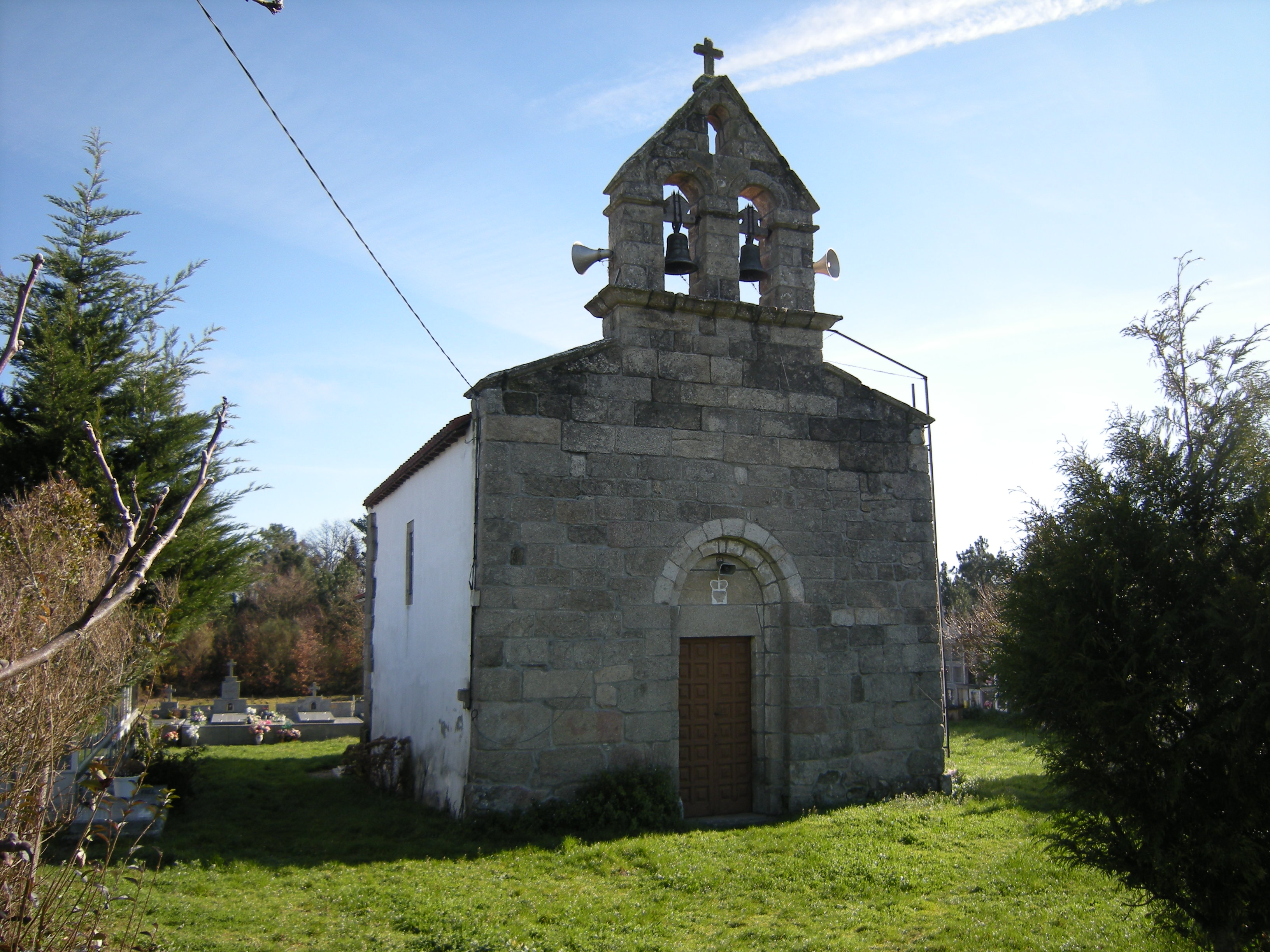
Iglesia de Santo Estevo de Espasantes
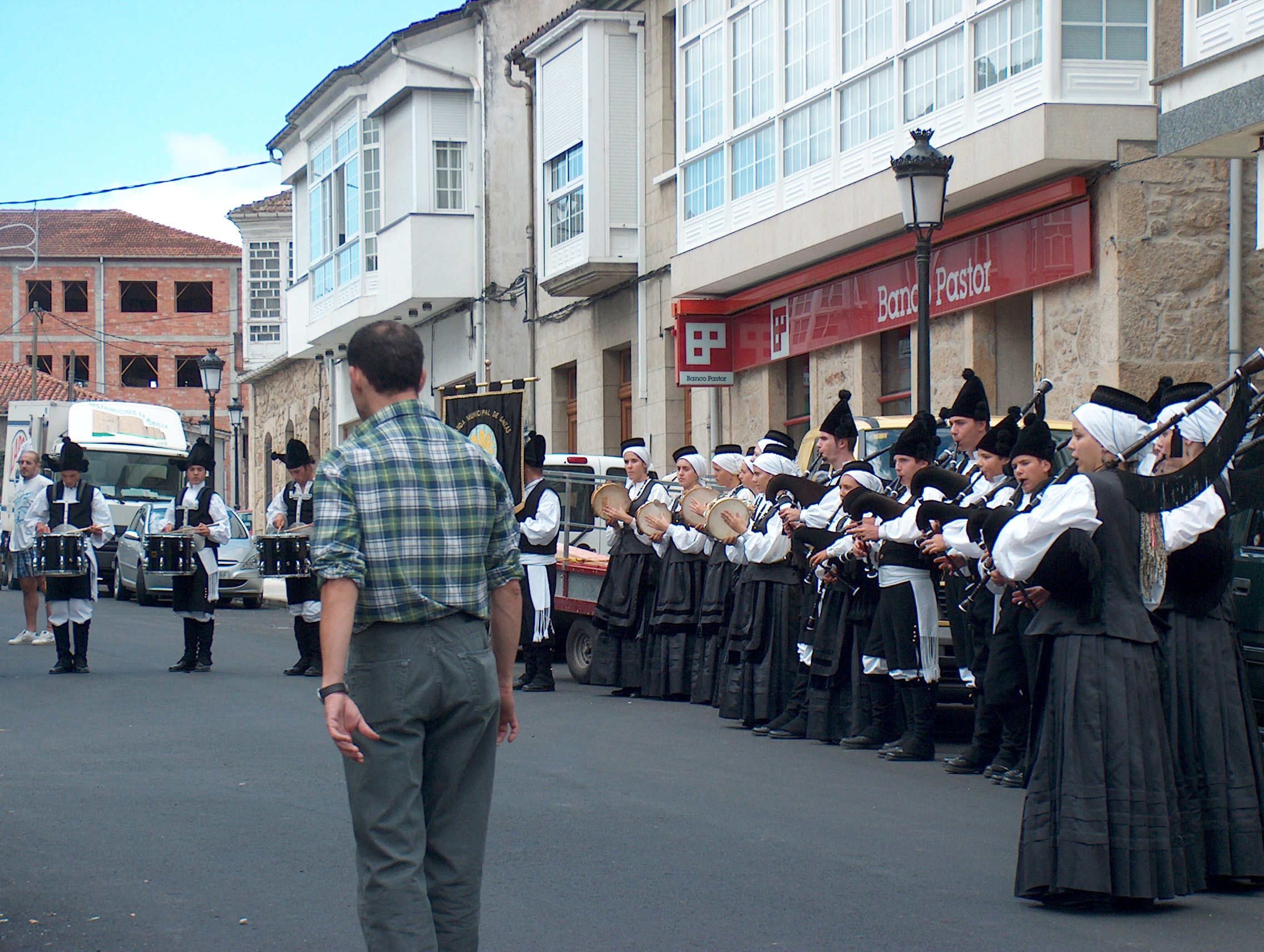
Gaitas en Ferreira de Pantón
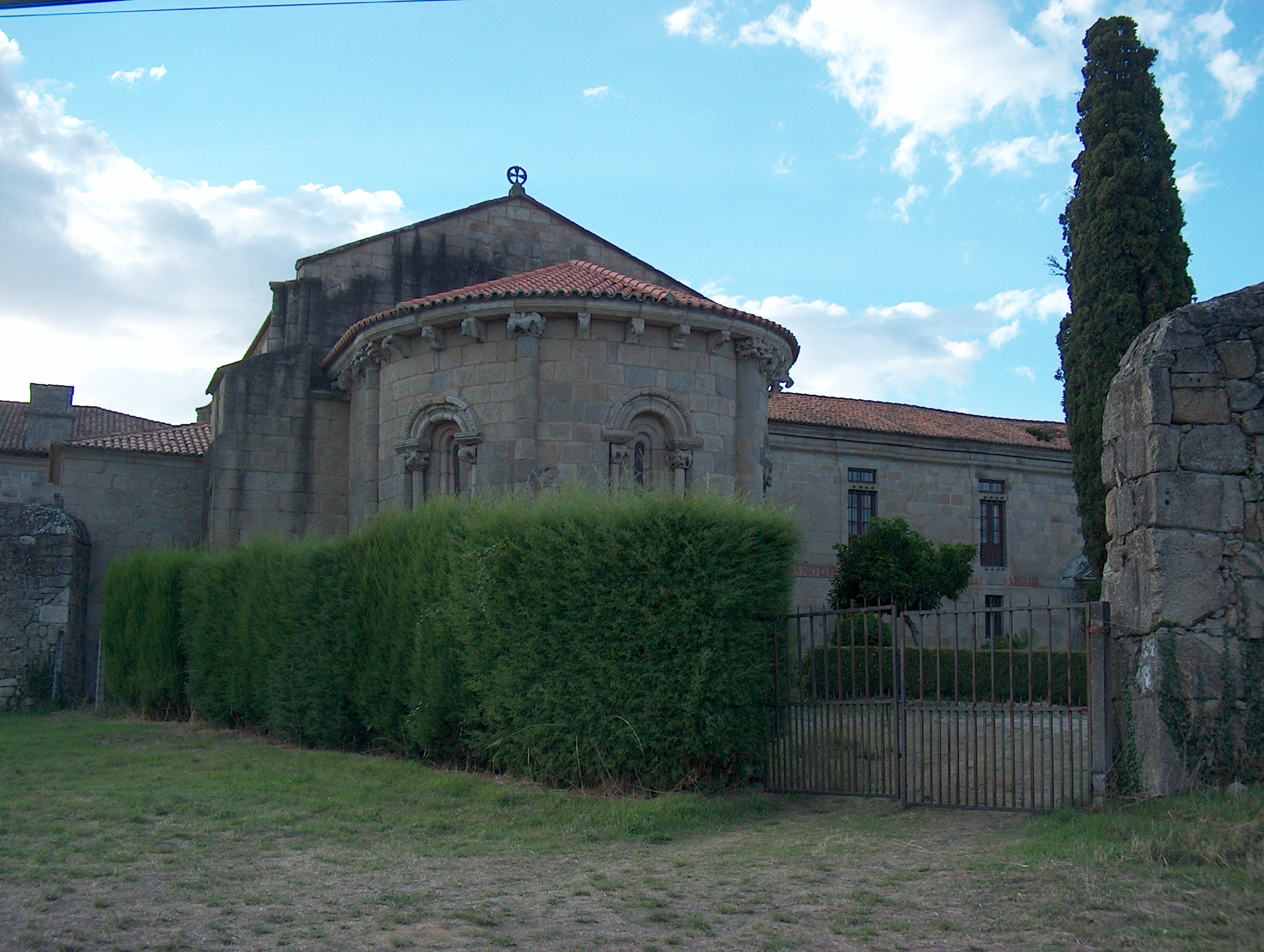
Monasterio en Ferreira de Pantón